# Cage Fury Fighting Championships
Cage Fury Fighting Championships（ケージ・フューリー・ファイティング・チャンピオンシップズ）は、アメリカ合衆国の総合格闘技団体。2006年設立。略称、CFFC。

## 歴史
警察官のフェリックス・マルティネスとマルティネス夫人のエイミーが創設し、2006年6月30日に旗揚げ大会「Cage Fury Fighting Championships 1」を開催。アメリカ合衆国東海岸を拠点に活動し、試合場に六角形のヘキサゴンケージを使用。ニュージャージー州アスレチック・コントロール・ボード制定のユニファイドルールに準拠。プロ大会の前座でアマチュア戦を組んでいる。
10月6日に開催した「Cage Fury Fighting Championships 2」以降は、団体王座と並行してボクシング団体「NABC」が認定するNABC MMAタイトルマッチも行った。スポンサーの建設会社が撤退したため、2007年6月23日の「CFFC 5」を最後に活動停止。
2011年にマルティネスの高校時代の同級生でコンサルティング業のロバート・ヘイダックが買収し、4年ぶりに活動を再開。2012年にフライ級王座、2016年に女子バンタム級王座、女子フライ級王座を新設した。

## 認定王者
- アルジャメイン・スターリング
- アンソニー・スミス
- カーメロ・マレロ
- クリント・ゴドフリー
- グレッグ・ソト
- ケイトリン・チュケイギアン
- ジミー・リベラ
- ジム・ミラー
- ジャレッド・ゴードン
- ジョーイ・ガンビーノ
- ジョージ・サリヴァン
- ショーン・ブレイディ
- ジョナヴィン・ウェブ
- ジョン・チョリッシュ
- ズー・アンヤンウー
- ダスティン・ジャコビー
- ダレル・ホーチャー
- ダン・スポーン
- ダン・ミラー
- チャーリー・ブレネマン
- ニック・カトーネ
- ニック・セラ
- ニック・ペース
- ポール・フェルダー
- ライマン・グッド
- ルイス・ゴーディノ
- レヴァン・マカシュヴィリ
- 神龍誠